# Young Statues
Young Statues is een Amerikaanse emocoreband uit Philadelphia (Pennsylvania).

## Bezetting
Huidige bezetting
- Carmen Cirignano[3] (gitaar, zang)
- Matt Weber (gitaar, zang)
- Daniel Bogan[4] (drums)
- Tom Ryan[5] (basgitaar)

Voormalige leden
- Andrew Richards

## Geschiedenis
Young Statues werd in de winter van 2010 geformeerd, nadat een reeks nummers, die aanvankelijk nooit bedoeld waren om te worden uitgebracht, tussen vrienden waren opgenomen. Geïnspireerd door de reactie rekruteerde Carmen Cirignano de oude vrienden en muzikanten uit het Philadelphia-muziekcircuit, Tom Ryan en Daniel Bogan om op te nemen en uit te brengen, wat het titelloze debuutalbum van Young Statues in 2011 zou worden. Het jaar daarop zouden ze een vervolg geven aan het titelloze album met de vier nummers tellende ep Covers, die bestaat uit een verzameling covers van artiesten als Billy Bragg, The Magnetic Fields, New Order en Ryan Adams.

## Discografie

### Studioalbums
- 2011: Young Statues (Run For Cover Records)
- 2014: The Flatlands Are Your Friend (Run For Cover Records)

### Ep's
- 2012: Covers (Run For Cover Records)
- 2013: Age Isn't Ours (Run For Cover Records)
- 2018: Amarillo (Run For Cover Records)